# West Africa Democracy Radio
West Africa Democracy Radio (WADR), ou en français Radio Démocratie de l'Afrique de l'Ouest, est une station de radio à diffusion internationale dont le siège se situe à Dakar, au Sénégal. Bilingue, elle émet en français et en anglais. Elle est issue de l’Open Society Initiative for West Africa, une fondation appartenant à la fondation Soros.

## Objectif
La station a pour but de promouvoir la démocratie en Afrique, de constituer une alternative aux grands médias internationaux, et de fournir une information impartiale,.

## Histoire
Elle cherche d’abord à s’implanter au Libéria en 2002, mais se heurte au refus du président libérien Charles Taylor. Par conséquent elle s’installe au Sénégal où elle commence d’émettre le 14 novembre 2005.
En octobre 2018, la radio WADR a créé un atelier de sensibilisation situé à Bamako (Mali) pour former durant deux jours les journalistes radio de l'Afrique subsaharienne sur le fléau de l'immigration irrégulière en Europe.

## Diffusion
La diffusion se fait en FM à Dakar. La station est disponible sur le satellite. Jusqu'en 2008, les ondes courtes étaient utilisées pour l’Afrique de l'Ouest, le Tchad et le Cameroun.